# 고양이 유전학

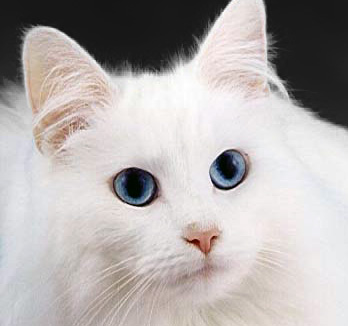
흰 털을 가진 푸른 눈의 고양이는 유전성 난청 발생률이 높다.

고양이 유전학(Cat genetics)은 집고양이에서 일어나는 유전 연구를 설명한다. 고양이 사육에서는 특정 교배의 자손의 확립된 표현형을 예측할 수 있다. 의학 유전학에서 고양이 모델은 종종 상동성 인간 질병 유전자의 기능을 발견하기 위해 사용된다.
길들여진 고양이와 가장 가까운 야생 조상은 모두 38개의 염색체와 약 20,000개의 유전자를 가진 이배체 유기체이다. 고양이에게서 약 250개의 유전성 질환이 확인되었으며, 대부분은 인간이 타고난 질환과 유사하다. 포유류의 신진대사 간의 유사성이 높기 때문에 원래 인간에게 사용하기 위해 개발된 유전자 검사뿐만 아니라 인간의 질병 연구에 고양이를 사용하는 것을 사용하여 이러한 고양이 질병의 많은 부분을 진단할 수 있다.
큰 고양이과 동물을 포함한 모든 고양이과 동물들 사이에 공유되는 돌연변이의 한 예로, 그들의 미뢰에는 돌연변이 화학 물질 감지 기관이 있다. 이 사실을 통해 과일, 베리, 다른 설탕이 든 음식에 대해 고양이과 동물들이 관심을 가지지 않는다는 점을 설명할 수 있다. 일부 고양이 품종에서는 선천성 감각 청각장애가 매우 흔하며, 특히 파란 눈을 가진 흰 고양이가 영향을 받는다. 이 결함에 책임이 있는 유전자는 KIT 유전자이며, 이 질병은 유전성 난청의 원인을 밝혀줄 수 있다는 희망으로 연구되고 있다. 이 유전자의 돌연변이는 또한 흰 반점을 유발한다.
고양이는 다양한 털 무늬가 존재하기 때문에, 고양이는 털의 성장과 색깔의 털 유전학을 연구하기 좋은 동물이다. 몇몇 유전자들은 고양이의 털 색깔과 털 무늬를 만들기 위해 상호 작용한다. 이러한 유전자의 다른 조합은 다른 표현형을 제공한다. 예를 들어, 티로시네이스는 어두운 색소 멜라닌을 생산하는 데 필요하고 버마 고양이는 낮은 온도에서만 활동적인 돌연변이 형태를 가지고 있어 더 큰 귀, 꼬리, 발에만 색이 나타난다. 티로시네이스에 대한 완전히 비활성화된 유전자는 모든 색소가 결핍된 알비노 고양이에서 발견된다. 털 길이는 섬유아세포 성장 인자 5의 유전자에 의해 결정되며, 이 유전자의 비활성 복사본은 긴 털을 유발한다.
미국 메릴랜드주 프레더릭에 있는 미국 국립암연구소 프레더릭 암연구개발센터의 게놈 다양성 연구소가 후원하는 고양이 게놈 프로젝트는 고양이가 인간 유전성·감염성 질병의 동물모델로 개발될 수 있도록 돕는 것은 진화에 대한 이해에 기여하는 것을 목적으로 한다. 이러한 노력은 2007년에 시나몬이라고 불리는 아비시니안 고양이의 게놈의 초기 초안을 출판하게 되었다. 게놈 초안의 존재는 몇 가지 고양이 질병 유전자의 발견으로 이어졌고, 심지어 법의학에서 사용하기 위한 고양이 유전자 지문 채취의 개발을 가능하게 했다.

## 같이 보기
- 삼색털 고양이
- 범무늬 고양이
- 얼룩 고양이
- 검은 고양이